# La Constancia, Durango
La Constancia är en ort i Mexiko.   Den ligger i kommunen Nombre de Dios och delstaten Durango, i den centrala delen av landet, 700 km nordväst om huvudstaden Mexico City. La Constancia ligger 1 787 meter över havet och antalet invånare är 790.
Terrängen runt La Constancia är platt åt nordost, men åt sydväst är den kuperad. Runt La Constancia är det glesbefolkat, med 16 invånare per kvadratkilometer. Närmaste större samhälle är Nombre de Dios, 7,7 km söder om La Constancia. Trakten runt La Constancia består i huvudsak av gräsmarker.